# Gabriel Zancanelli
Gabriel Zancanelli (Juiz de Fora, 11 de março de 1997) é um fisiculturista profissional. Foi o primeiro fisiculturista brasileiro indicado ao Mr. Olympia na categoria Classic Physique. Atualmente figura entre os 15 melhores atletas de sua categoria.

## Biografia e carreira
Gabriel Zancanelli começou a demonstrar interesse pelo fisiculturismo aos 15 anos. Após entrar na primeira competição, entrou no campeonato estadual, onde foi campeão. E, posteriormente, também foi campeão brasileiro. Em 2019, com apenas 22 anos, ganhou o Arnold Classic South America, conquistando seu cartão profissional IFBB Pro. Em 2020, em sua primeira competição profissional (pro-debut), participou do Europa Pro, na Espanha, mas não ficou entre as primeiras posições.
Em 2021, tornou-se o primeiro brasileiro na história classificado ao Mr. Olympia na categoria Classic Physique, na qual o julgamento do físico do atleta é semelhante ao do fisiculturismo clássico, que ficou mais conhecida após Arnold Schwarzenegger competir. Zancanelli fez história ao conquistar a vaga no Mr. Olympia 2021, tornando-se o primeiro brasileiro a se classificar para o Mr. Olympia Classic Physique. Sua jornada para essa realização notável teve início com a vitória no Porto Rico Pro em 27 de junho do mesmo ano, na cidade de Nassau, nas Bahamas.

## Vida pessoal
Zancanelli é casado com Marcela Mattos, que também é fisiculturista.

## Competições
- 2017 Campeonato Brasileiro, Overall, 1º. [4]
- 2018 Arnold Classic, Classe C, 1º.
- 2019 Arnold Classic South América, Overall, 1º (conquista IFBB pro card) [5].
- 2020 Europa Pro, 16º (pro debut).
- 2021 Porto Rico Pro, 1º.
- 2021 Mr. Olympia, 16°.[1]
- 2021 Muscle Contest Brasil, 2º.[6]
- 2022 Tijuana Pro 1°
- 2022 Mr. Olympia, 13°.
- 2022 Expo SuperShow 3°.
- 2023 Musclecontest Ultimete 1°.
- 2023 Mr. Olympia, 13°.
- 2023 Musclecontest FITPIRA 1°

## Histórico de times patrocinados
- Até fevereiro de 2022: Integral Médica[3]
- A partir de fevereiro de 2022-presente: Probiótica[7]